# Генрі Детембл
Генрі Детембл — головний персонаж науково-фантастичного роману «Дружина мандрівника у часі» авторки Одрі Ніффенеггер. Книга була опублікована у 2003 році.
Характеристика Генрі:
Генрі має рідкісну генетичну ваду, яка призводить до того, що він невільно переміщається в часі. Його подорожі стають ключовим елементом сюжету та викликають численні труднощі та випробування. Одрі Ніффенеггер передає своєрідну філософію щодо свободи в часі. Герой роману, Генрі, хоч і має здатність подорожувати у часі, визначає, що «все трапляється так, як трапляється, і стається це лиш один єдиний раз». Це означає, що, незважаючи на можливість подорожей у минуле, ці події не можуть змінити теперішнє.
Генрі стверджує, що свобода волі дана людині тільки в теперішньому моменті, оскільки минуле вже минало, і майбутнє ще не відбулося. Отже, його дії та рішення можуть впливати лише на поточний момент. Ця концепція підкреслює важливість живого заразу та активної участі у формуванні свого сьогодення, оскільки це єдиний час, де людина може змінити себе та навколишній світ.
Любовний сюжет
Головним елементом історії є його стосунки з Клер Абшір. Вони разом стикаються з викликами, які створює відсутність Генрі час від часу та неспроможність передбачити, коли відбудеться наступна подорож.
Емоційна і внутрішня боротьба
Генрі постійно знаходиться в ситуації емоційного напруження через невпорядкованість свого часового розкладу. Його персонаж дозволяє читачеві відчути внутрішні труднощі, з якими стикається персонаж.
Розвиток персонажа
Протягом роману Генрі зривається розвиток, адаптація до його стану, та розкриваються різні аспекти його особистості в контексті подорожей у часі.